# Jaume Canals i Penya
Jaume Joan Canals i Penya (Sóller, 1616 - Palma, 27 de gener de 1679) fou un capità de barca, militar, corsari i mercader mallorquí. Va destacar en diverses empreses bèl·liques al servei de la monarquia hispànica a la dècada del 1640, on es guanyà un nom i s'enriquí. Aprofità aquest ascens socioeconòmic per invertir en vaixells i dedicar-se al corsarisme, activitat que desenvolupà durant la dècada del 1650. Cap a 1660, ja prop de la cinquantena, es dedicà a finançar i organitzar expedicions de cors i a adquirir nombroses possessions arreu de l'illa. Es tracta d'un dels corsaris mallorquins més rellevants de la història.
El succés de les seves empreses li reportà grans riqueses i béns materials, que anaren acompanyats d'un ascens social ràpid, constatat per la posició social de la seva esposa i, sobretot, per la dels seus gendres i nores, que feien part de famílies importants entre la noblesa mallorquina: Bergues, Conrados i els Vallès d'Almadrà, que més tard serien marquesos de Solleric.

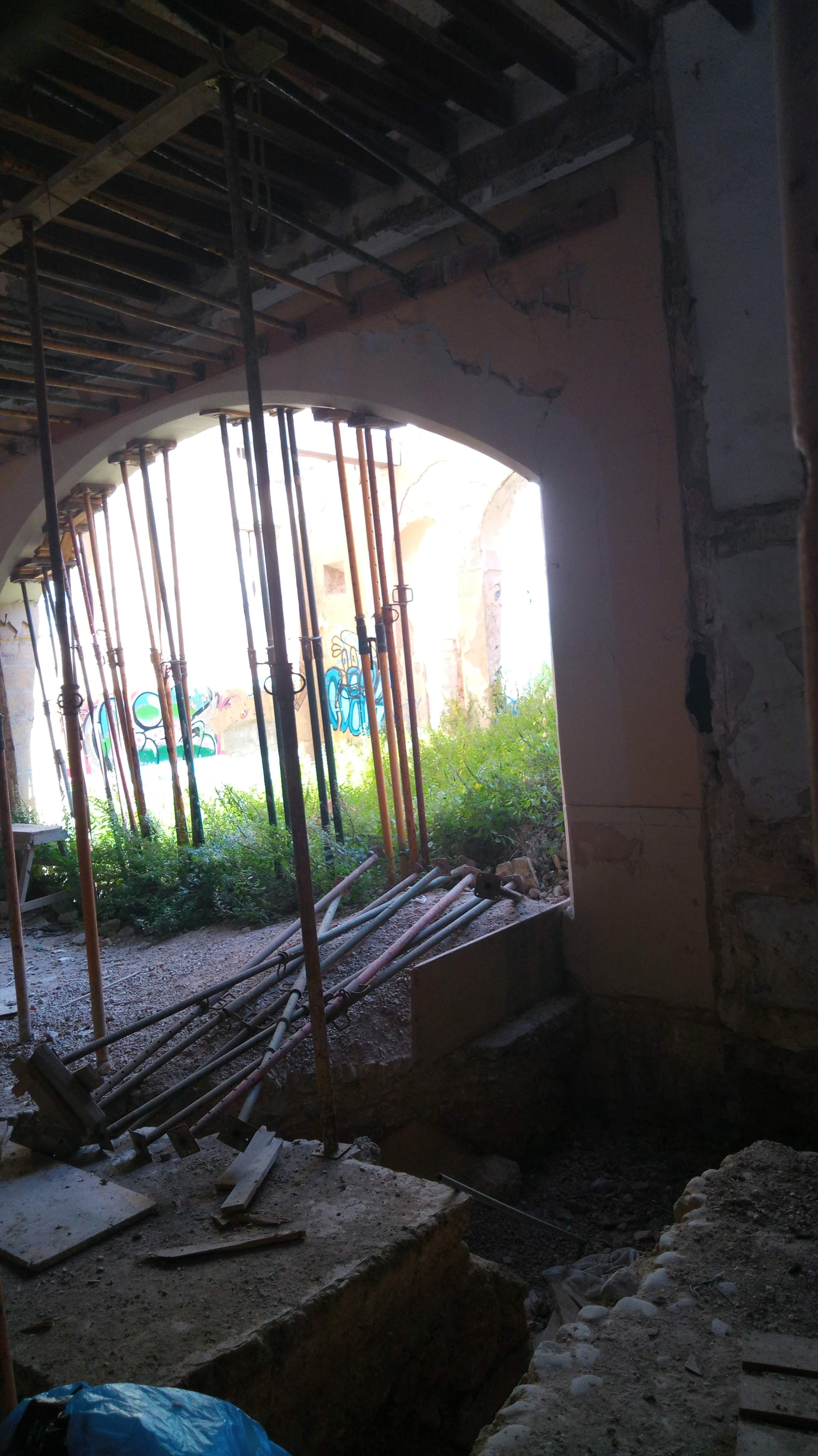
La seva casa a Palma fou adquirida el 1655 als fills del mercader Gabriel Martí, i actualment rep el nom de Cal Capità Canals. A la imatge, l'interior, mig esbucat.

## Orígens
Jaume Joan Canals i Penya va néixer en una família sollerica humil; era fill d'Antoni Canals Xorquet, patró de barca, i d'Esperança Penya, també filla d'un patró de barca solleric. Tenia un germà, Miquel, i una germana, Esperança, casada amb Onofre Penya, també patró de barca, probablement solleric i tal vegada parent seu. Es casà dues vegades: primer amb Caterina Camps, qui també era filla d'un patró de barca, però tant ella com els seus dos fills el premoriren, i es tornà a casar, aquesta vegada amb la filla d'un doctor en medicina: Francina Martorell.
L'ascens social del capità és palès en la posició social dels esposos dels seus fills: Antoni Joaquim es casà amb Margalida Vallès d'Almadrà, filla de ciutadà militar; Magdalena, casada amb el donzell Jaume Joan de Berga, de la casa de Berga, i fou besàvia de Miquel Vallès d'Almadrà i Orlandis, primer marquès de Solleric (1770); Caterina, casada amb el ciutadà militar Joan Andreu Conrado Rotger; i, finalment, Maria, que fou monja al convent de Santa Magdalena.
Pels nombrosos contractes i documents d'empreses de què participà Jaume Canals hom té constància que era analfabet.

## Empreses militars
Durant la dècada del 1640 destacà en campanyes militars navals al servei de Felip IV. Així, el 1647 participà en la campanya contra la revolta de la República de Nàpols. Anys més tard, participà en la campanya contra la revolta catalana durant la Guerra dels Segadors, i en concret en el setge de Barcelona de 1651. Aquestes participacions li conferiren un cert renom entre la monarquia i entre la mateixa societat mallorquina que li serviren de trampolí de l'ascens social. D'entrada, li obriren les portes de l'alcaidia del castell de Sant Carles i del castell de Bellver, i el 1648 fou nomenat governador de Capdepera.

## El corsarisme
En la dècada de 1650 dirigeix la seva activitat envers el corsarisme. Investí els guanys que li havien reportat les campanyes militars a comprar una embarcació el 1652 i comença la seva activitat com a corsari. Consta que el 1655 s'oferí per combatre els moros i que el 1656 demanà una patent de cors.
A finals de la dècada afluixa la seva activitat com a corsari i finalment l'abandona per dedicar-se definitivament al finançament d'operacions corsàries ja fins al final de la seva vida. Amb el temps complementà aquest negoci amb la compravenda d'embarcacions, l'exportació d'oli i la seva participació com a soci en companyies asseguradores.
Després d'uns anys de menor activitat a causa de la bona relació entre la monarquia hispànica i la francesa, a la dècada de 1670 es reprenen les empreses dels corsaris, principalment contra vaixells francesos. En aquest període hom li coneix contactes amb homes dels més importants de la ciutat, com ara Ramon Despuig de Rocabertí, de la casa Despuig i primer comte de Montenegro, i Joan Miquel Sureda, de la casa de Sureda, per finançar operacions amb corsaris de gran renom com Pere Fleixes. Durant el període de la guerra a Holanda (1674-1678) fou particularment actiu.
Les riqueses obtengudes al llarg de la seva vida són paleses en les múltiples propietats que figuren en el seu testament: les cases al carrer del Triquet (actualment carrer de Can Danús) i les possessions de Son Sureda a Artà, Son Maçanet i Son Ripoll a Montuïri, Son Frare a Petra, Son Montornès entre Petra, Sineu i Sant Joan, i una llarga llista de censals de terres.